# École de Tervueren
Pour les articles homonymes, voir Tervueren (homonymie).
L'École de Tervueren est un important mouvement artistique belge fondé par le peintre Hippolyte Boulenger dans la seconde moitié du XIXe siècle.

## Contexte
Les membres de ce mouvement privilégiaient un art réaliste et inspiré par la nature et opposé à l'art purement académique et classique. Ils étaient inspirés par l'École de Barbizon, au point qu'on ait appelé Tervuren le « Barbizon belge ». Monique Feyaerts situe la création de l'École de Tervueren vers 1866.
Le fait qu'ils se réunissaient régulièrement dans l'auberge In den Vos sur la place du Marché de Tervuren, village où habitait Hippolyte Boulenger, lui a donné le nom d'École de Tervueren.
Le peintre belge Théodore Baron qui s'était rendu une fois à Barbizon et avait réalisé plusieurs études de la forêt de Fontainebleau était également en contact étroit avec l'École de Tervueren et établit de la sorte le lien avec l'École de Calmpthout, un mouvement artistique prônant également la peinture sur le motif. En 1875, selon L'Indépendance belge, l'École de Tervueren n'existe plus depuis la mort, l'année précédente, de Hippolyte Boulenger, jeune peintre si bien doué, et le changement de style de Joseph Coosemans.

## Postérité
L'École de Tervueren, tout comme celle de Calmpthout, exerce une action notable sur les flamands de l'école du gris qui affectionnent les effets de brouillard, de pluie et les formes fuyantes, diluées et noyées.

## Membres de l'École de Tervueren

### Membres
- Hippolyte Boulenger (1837-1874)[4], le chef de file.
- Théodore Fourmois (1814-1871)[4].
- Édouard Huberti (1818-1880)[4].
- Joseph Coosemans (1818-1904)[4] qui fut secrétaire communal de Tervuren.
- Louis Crépin (1828-1887)[4].
- Jules Raeymaekers (1833-1904)[4].
- Camille Van Camp (1834-1891)[4].
- Arthur Bouvier (1837-1921)[4].
- Alphonse Asselbergs (1839-1916)[4].
- Louise Héger (1839-1933)[4].
- Jules Montigny (1840-1899)[4].
- Isidore Verheyden (1846-1905)[5]

### Autres artistes apparentés
- Fritz Toussaint (1846-1920).
- Jean-Baptiste Degreef (1852-1894).
- Lucien Franck (1857-1920).

## Musée
Le musée privé Het Schaakbord (L’Échiquier) à Tervuren contient une collection permanente d'une quarantaine d'œuvres de l'École de Tervueren et constitue une initiative des Amis de l'École de Tervuren. Le musée est situé 33, Kerkstraat.